# Medinet Habu

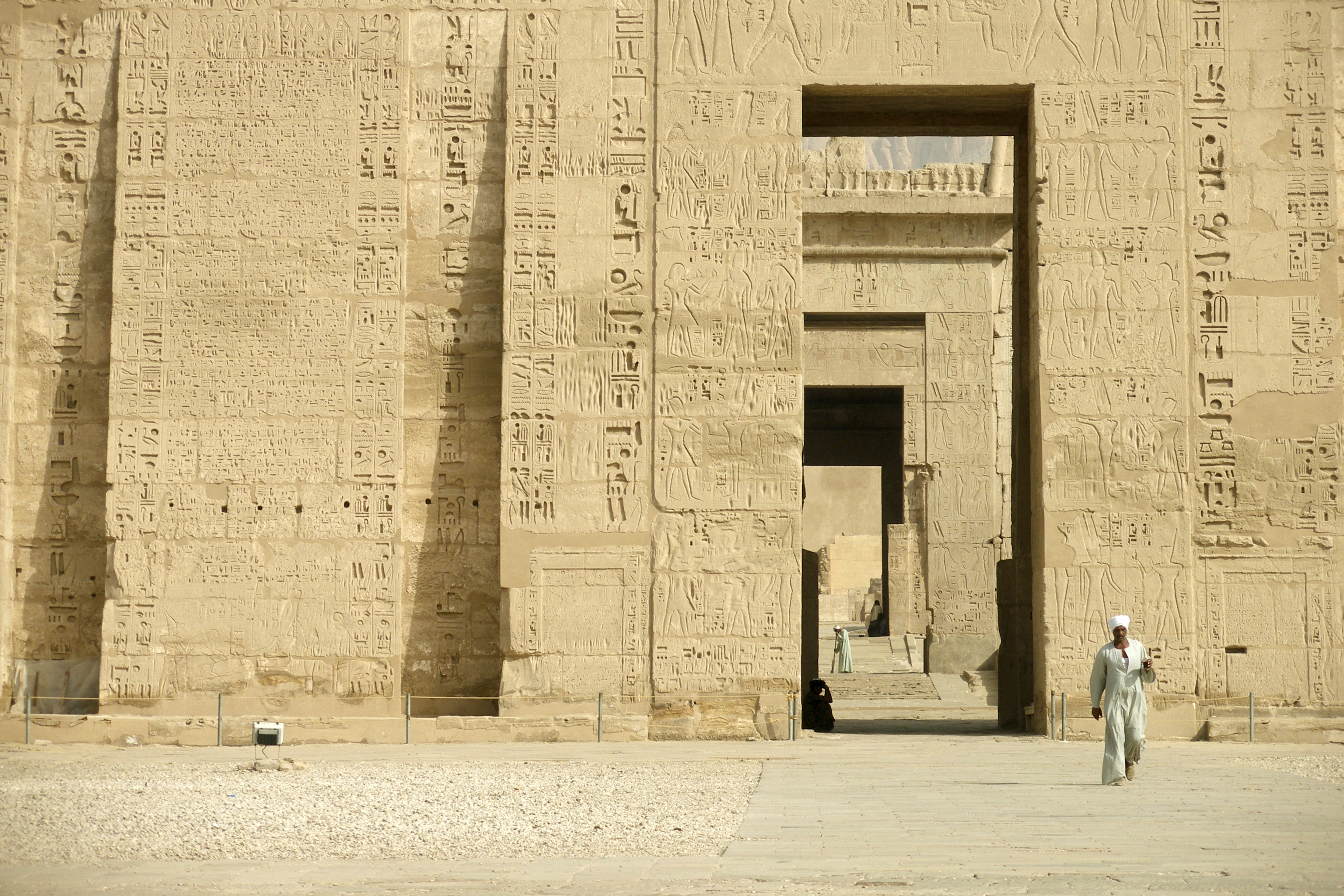

Medinet Habu este numele comun dat Templului mortuar al lui Ramses III, a cărui domnie constituie o nouă și importantă perioadă în locația de pe Malul de Vest al Egiptului. În afară de dimensiunea sa intrinsecă și importanța arhitecturală și artistică, templul este, probabil, cel mai bine cunoscut după inscripțiile care descriu apariția și înfrângerea Popoarelor Mării în timpul domniei lui Ramses III.
Templul, având circa 150 m lungime, seamănă îndeaproape cu templul mortuar din apropierea mormântului lui Ramses al II-lea (Ramesseum). Incinta lui măsoară aproximativ 7000 m2. Zidurile sale sunt bine conservate și este înconjurat de o incintă masivă stil „mudbrick”, care ar fi fost fortificată. Intrarea originală este printr-o poartă fortificată, cunoscută ca „Migdolului” (o trăsătură comună arhitecturală specifică cetății asiatice).
În interiorul incintei, la sud, sunt capetele lui Amenirdis I, II și Shepenupet Nitiqret, două prințese egiptene, care au avut titlul de „Divin Adoratrice lui Amun”.
Descrierea templului: Un coridor lung duce într-o curte deschisă, căptușită cu statui-coloane ale lui Ramses III și Osiris pe de o parte, și coloane stil „uncarved” pe de altă parte. Alt coridor duce într-o sală de peristil, unde se pot vedea alte statui-coloană ale lui Ramses. Urmează o rampă care duce, printr-un portic, spre al treilea coridor, apoi în sala mare Hipostilă (care și-a pierdut acoperișul).În interiorul structurii templului a existat și o biserică, dar a fost eliminată. Unele dintre sculpturile din peretele principal al templului au fost modificate de către sculpturi profesioniști.
Palatul Regal a fost direct legată de curte Templului prin intermediul "Fereastrei de apariții".
Excavarea inițială a templului a avut loc sporadic între anii 1859 și 1899, sub auspiciile Serviciului Egiptean de Antichități. Pe parcursul acestor ani templul principal a fost dezgropat aproape în întregime, site-ul fiind accesibil vizitatorilor.
Înregistrarea și conservarea site-ului a fost facilitată în parte de către șeful Sondajelor de Arhitectură și Epigrafică de la Universitatea din Chicago.

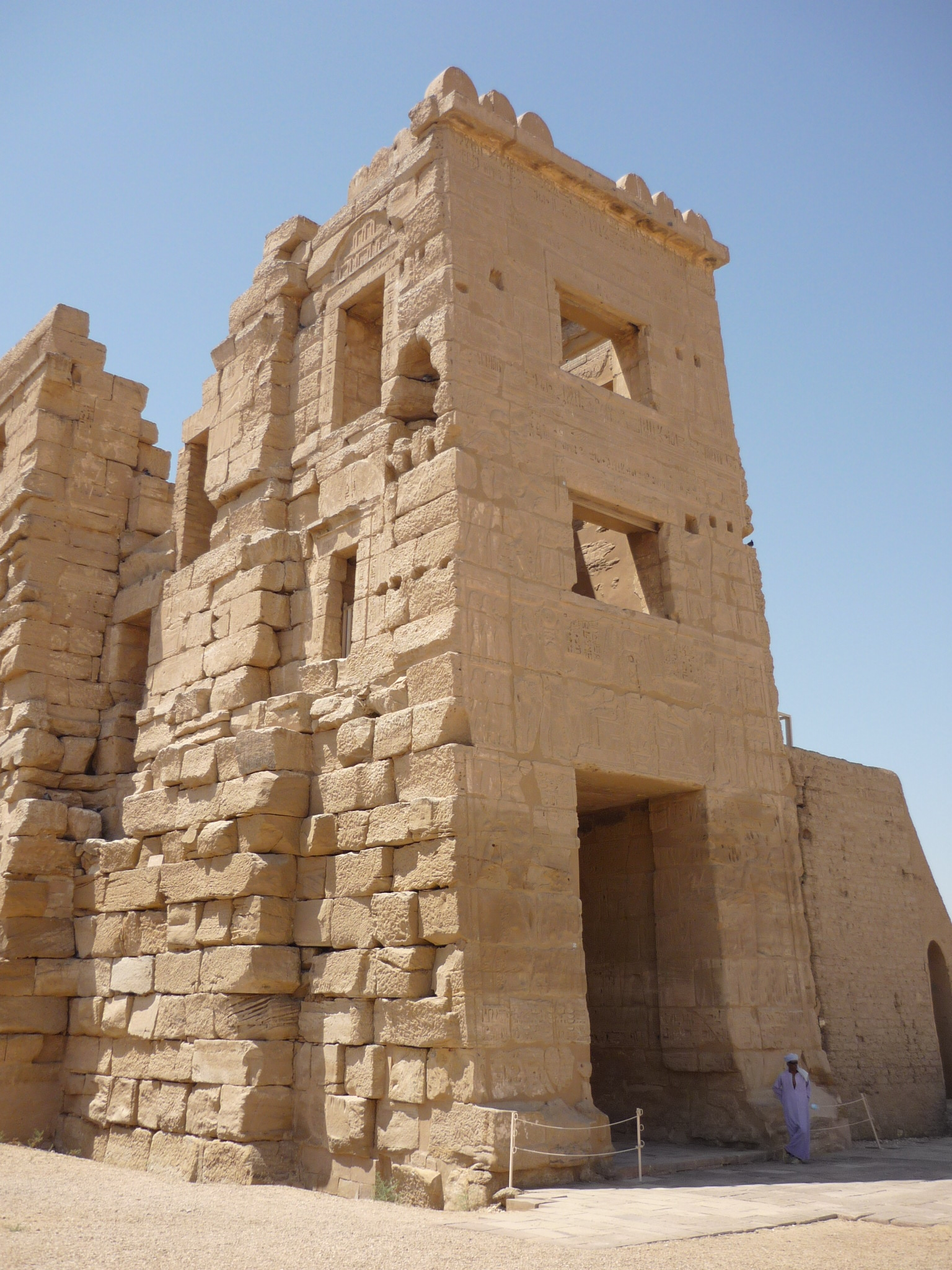
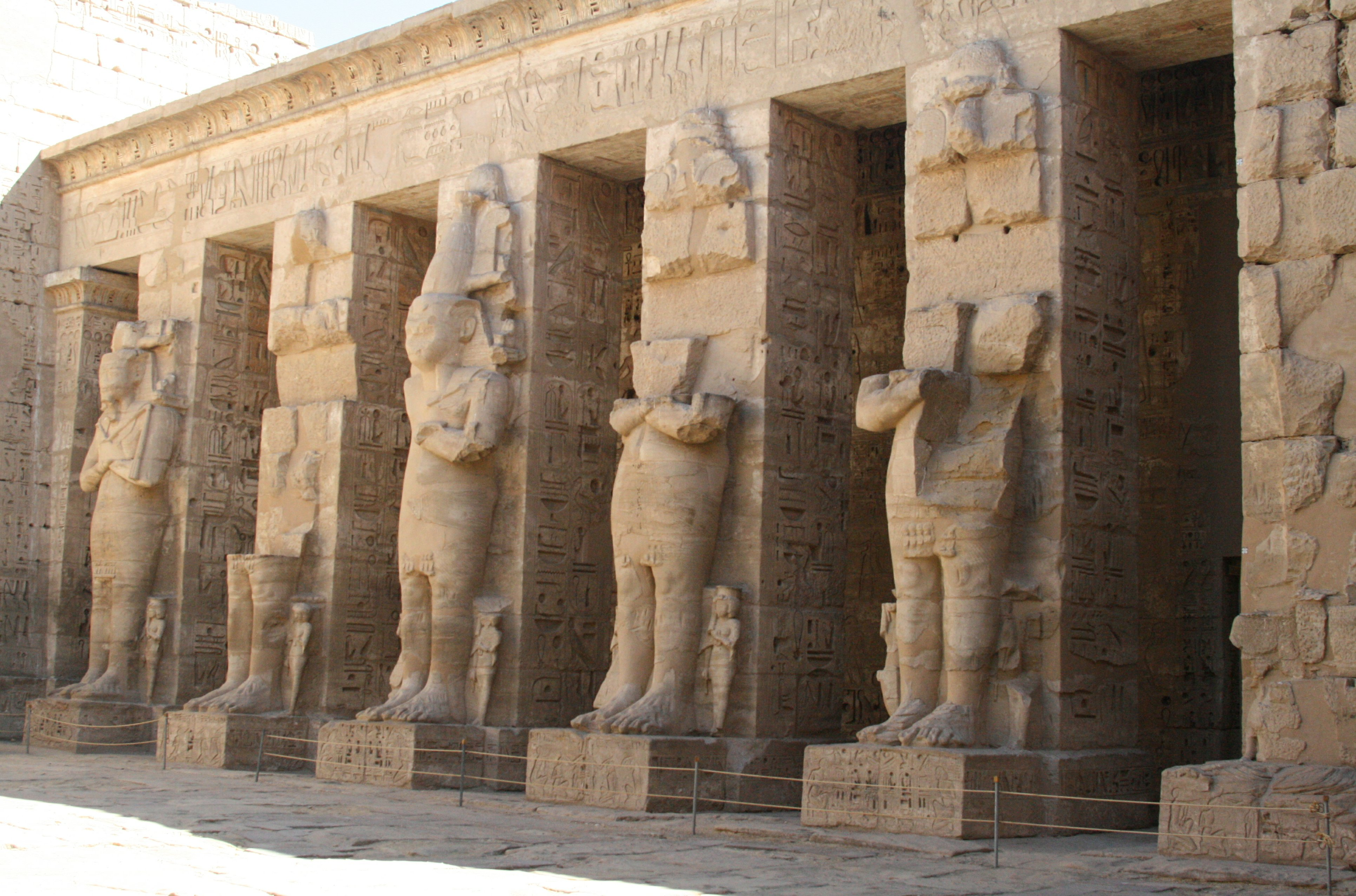
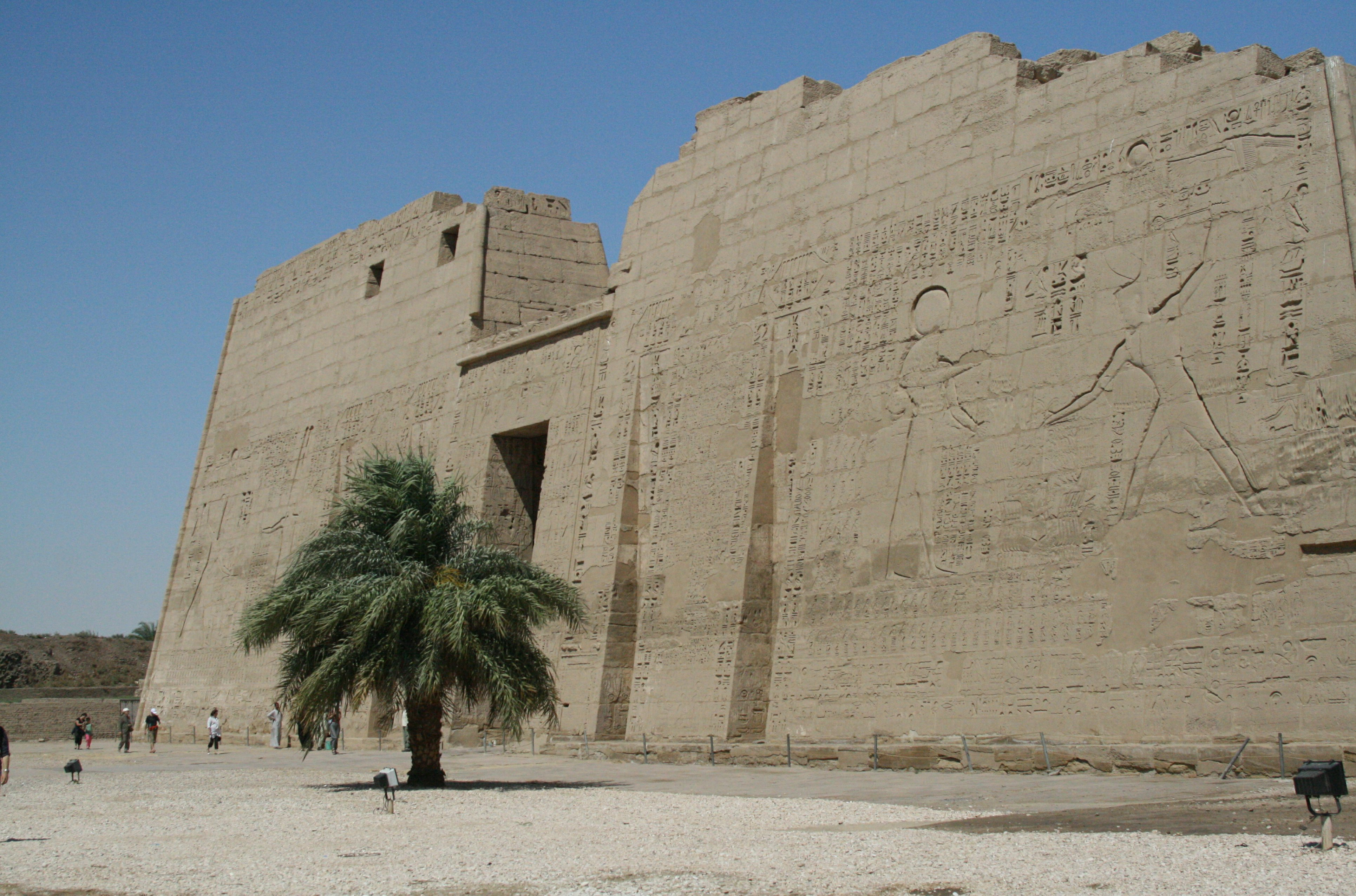
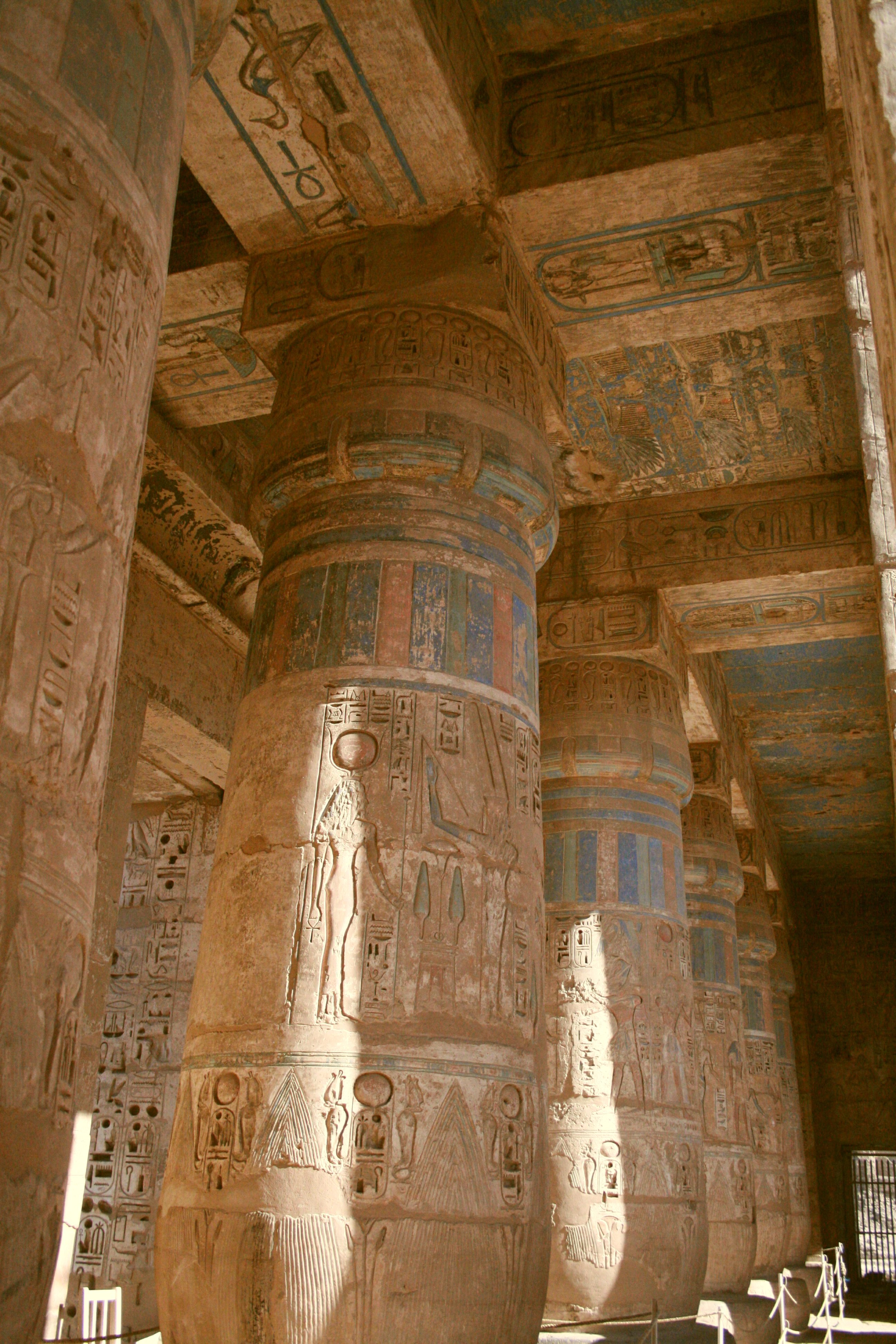
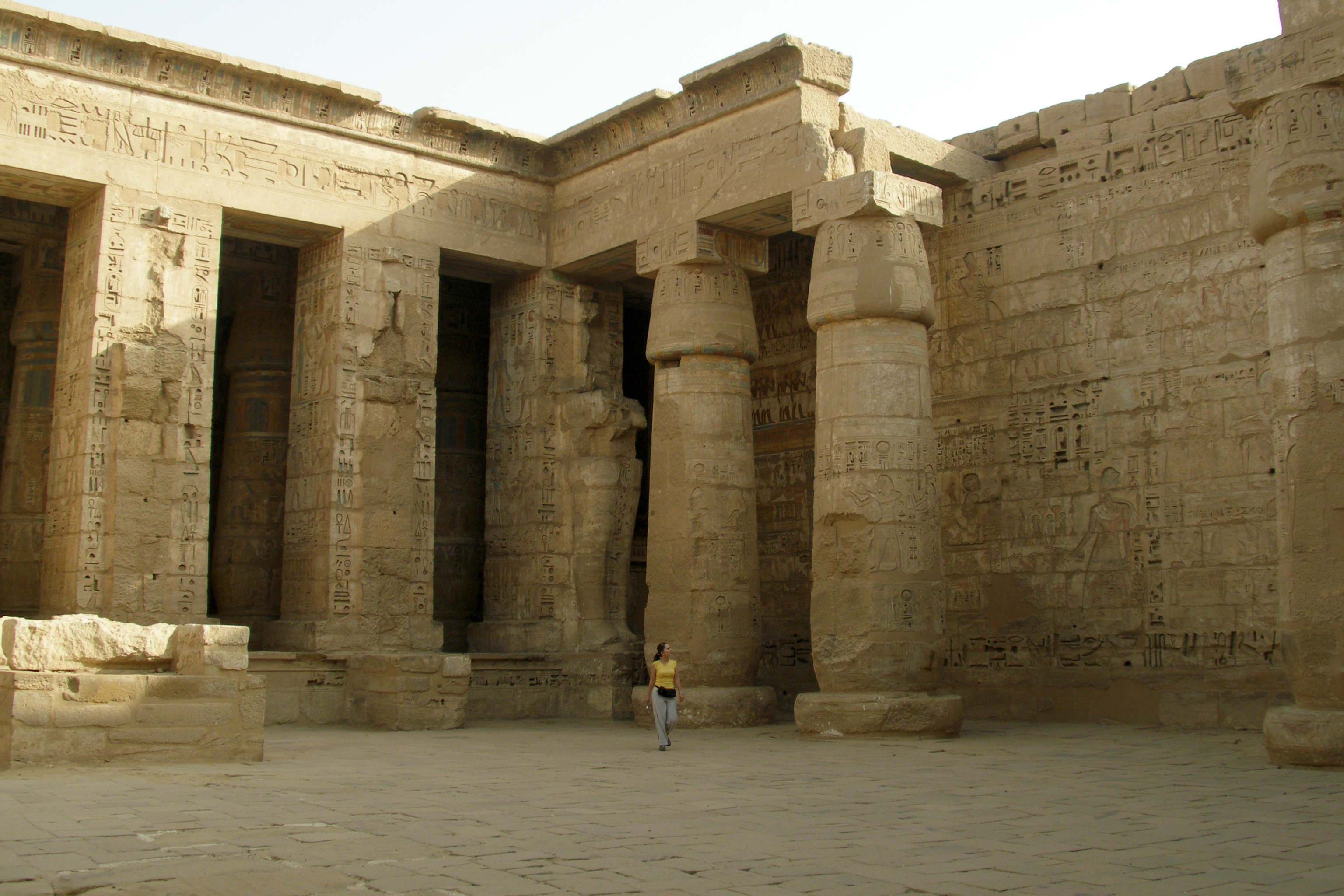
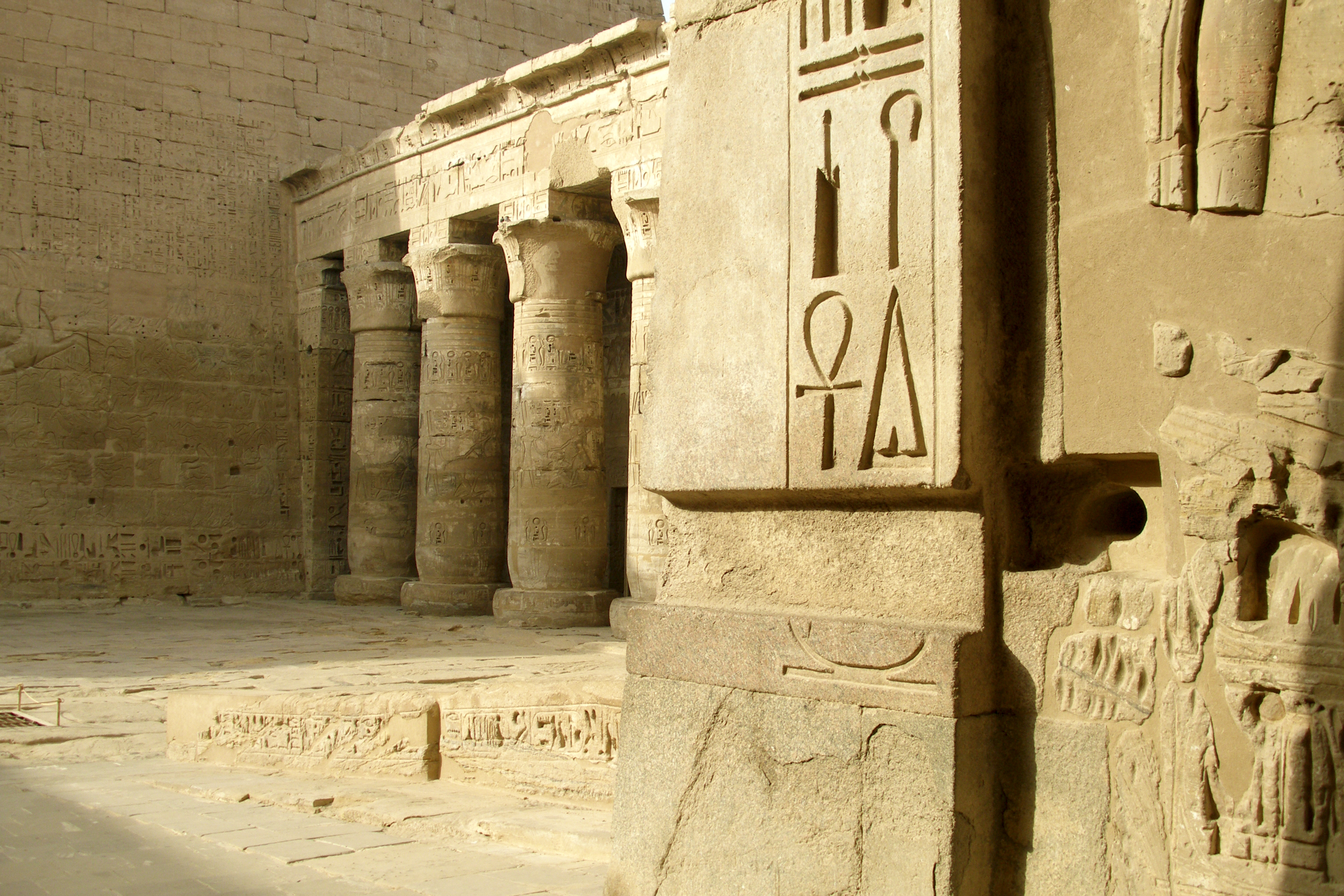
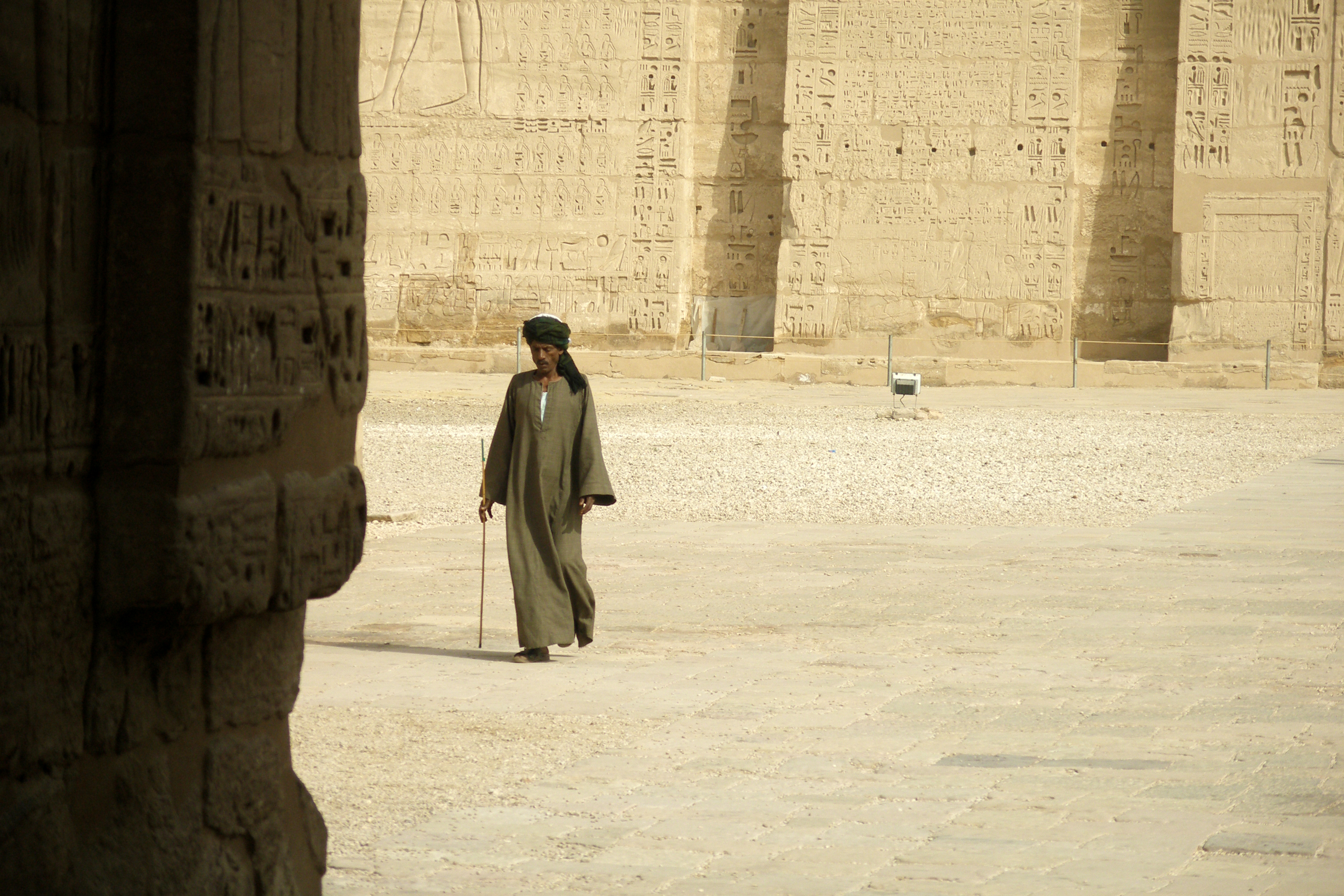